# Martes flavigula
Martre à gorge jaune, Marte à gorge jaune, Martre asiatique à gorge jaune
Espèce
Statut de conservation UICN

 LC  : Préoccupation mineure
Statut CITES
La Martre à gorge jaune (Martes flavigula) est une espèce de la famille des Mustélidés. C'est un petit mammifère carnivore qui se rencontre en Asie.

## Dénominations
- Nom scientifique : Martes flavigula (Boddaert, 1785)[1].
- Noms vulgaires (vulgarisation scientifique) ou noms vernaculaires (langage courant) : Martre à gorge jaune[2],[3],[4], Martre asiatique à gorge jaune[4] ou Martre d'Inde[3],[4] avant la séparation d'avec l'espèce indienne Martes gwatkinsii.

## Répartition
L'espèce se rencontre en Asie et notamment dans les forêts tempérées de l'Himalaya, du Sud-Est asiatique et de l'Est asiatique incluant la partie orientale de la Russie, et la péninsule coréenne.

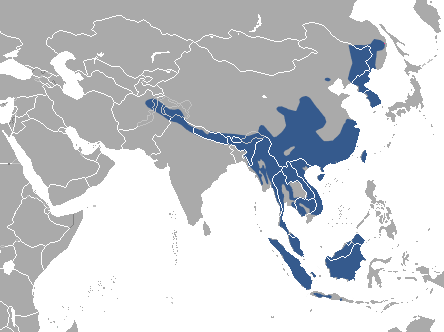
Aire de répartition de Martes flavigula en Asie

## Description et comportement

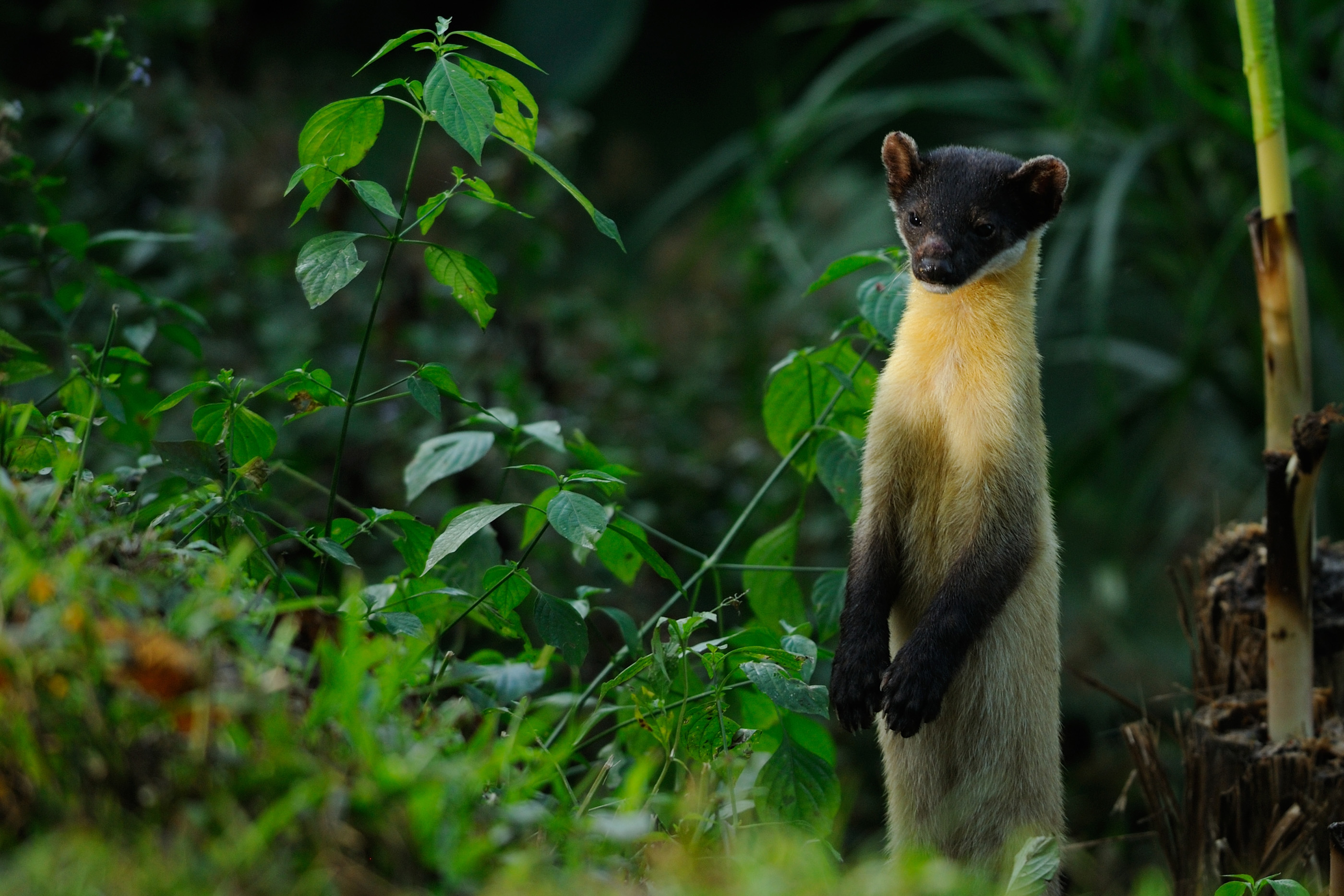
Martre à gorge jaune dans le parc national de Kaeng Krachan, Thaïlande

Martes flavigula est un animal généralement solitaire qui se distingue de la fouine (Martes foina) par une taille plus grande et des membres et une queue plus longs. Sa queue peut atteindre près de la moitié de la longueur totale du corps. 
L'adulte peut mesurer jusqu'à plus d'un mètre (du museau jusqu'au bout de la queue), soit 45 à 60 cm de longueur pour le corps et la tête, et 38 à 43 cm pour la queue. Il a une masse de 2 à 3 kg.
Cette martre est dite à gorge jaune car elle a une marque jaune du menton à la poitrine. Sa queue, ses pieds et le haut de sa tête sont noirs et le reste du corps est brun clair, parfois proche d'un gris argenté.

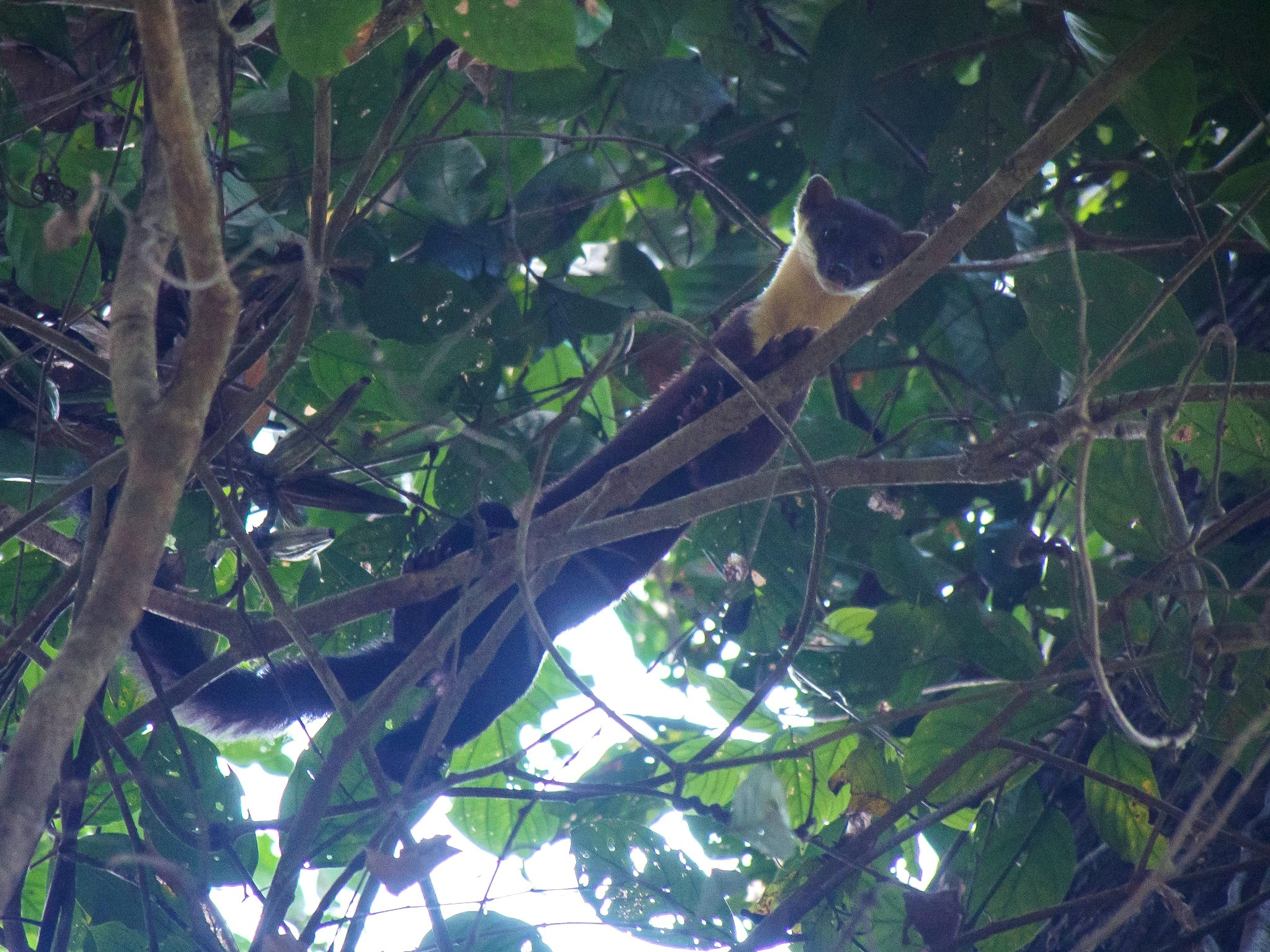
Martre à gorge jaune, nord de l'île de Bornéo, Danum Valley Conservation Area, Sabah, Malaisie

Elle vit surtout dans les arbres et chasse parfois dans les endroits rocheux des forêts mixtes tempérées ou tropicales, du niveau de la mer à 3 000 m d’altitude.

## Alimentation
La martre à gorge jaune est surtout carnivore. Elle, seule ou en groupe de deux ou trois, au crépuscule et pendant toute la nuit, parcourt jusqu'à plus de 15 km, toujours sur les branches.

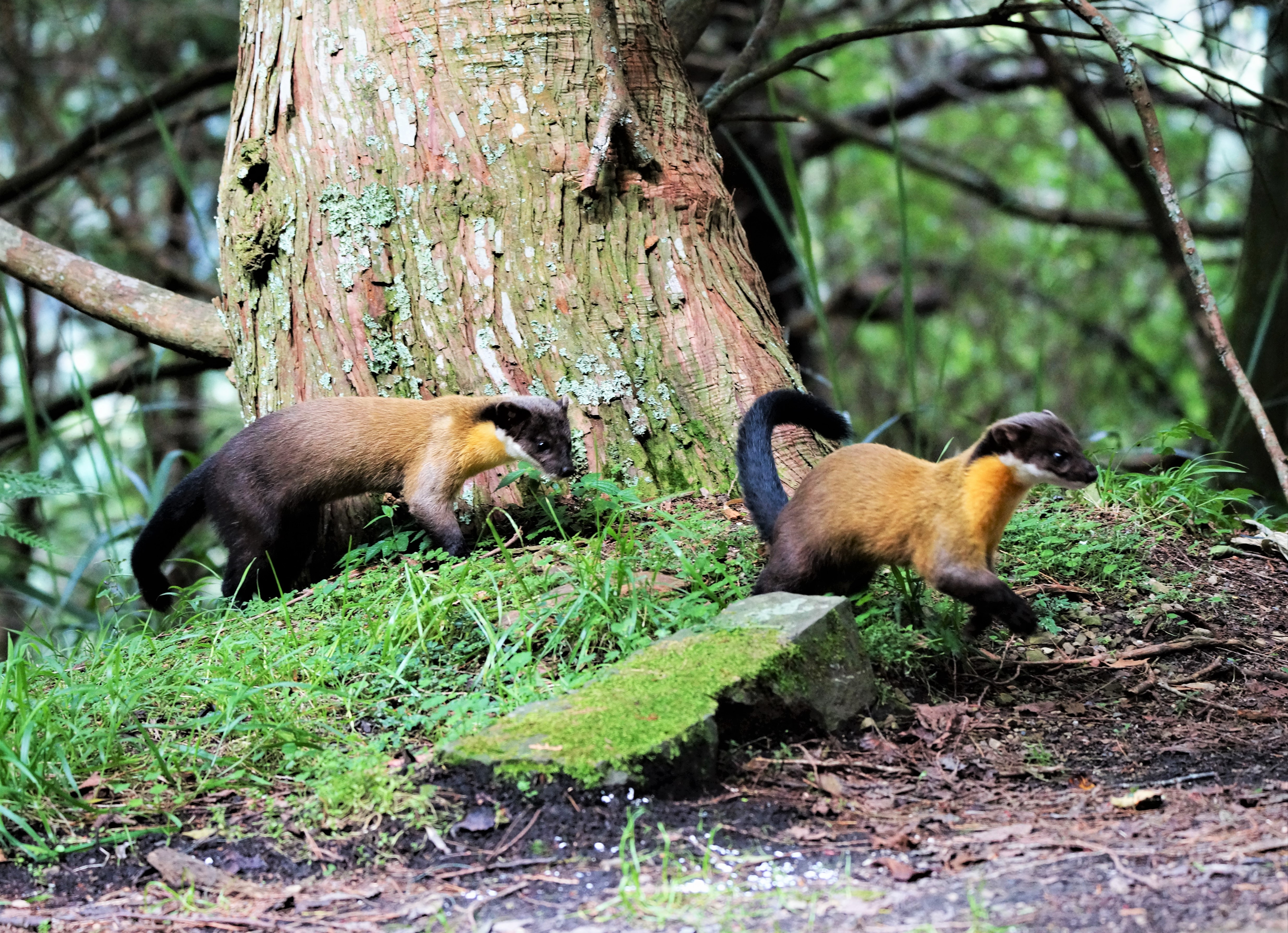
Deux martres à gorge jaune, parc national de Yu Shan, Taïwan

Elle chasse les rats et les souris, les écureuils, les oiseaux, les invertébrés, les lézards et les serpents et elle tue aussi les chats et les poules. Elle se nourrit de plus d'œufs et de fruits mûrs. Elle va parfois chercher sa nourriture dans les poulaillers et dans les poubelles.

## Reproduction
La saison des amours s'étend de mi-février à fin mars et de fin juin à début août.
Les mâles se battent pour conquérir des femelles. La femelle construit un nid qu'elle tapisse de mousse et de lichen dans le creux d'un arbre ou un trou de rocher. Après 220 à 290 jours de gestation, soit entre 7,5 et 9,5 mois, elle y donne naissance à 3 ou 4 petits qui n'ouvrent les yeux qu'au bout d'un mois. À six semaines, les jeunes martres commencent à manger de la viande comme leurs parents.

## Nomenclature et systématique
Cette espèce a été décrite pour la première fois en 1785 par le naturaliste hollandais Pieter Boddaert (1730-1795 ou 1796).
Les auteurs ont souvent inclus dans celle-ci une espèce voisine, la Martre de l'Inde du Sud (Martes gwatkinsii), mais en 1995 Rozhnov conclut dans cette dernière étude qu'elle doit être considérée de préférence comme une espèce à part entière.

### Liste des sous-espèces
Selon Mammal Species of the World (version 3, 2005)  (15 juillet 2013) :
- sous-espèce Martes flavigula borealis
- sous-espèce Martes flavigula chrysospila
- sous-espèce Martes flavigula flavigula
- sous-espèce Martes flavigula hainana
- sous-espèce Martes flavigula henrici
- sous-espèce Martes flavigula indochinensis
- sous-espèce Martes flavigula peninsularis
- sous-espèce Martes flavigula robinsoni, présent à Java (Indonésie) et qui est considéré en danger par l'UICN.
- sous-espèce Martes flavigula saba